# موريتز شيف
موريتز شيف (28 يناير 1823، فرانكفورت - 6 أكتوبر 1896، جنيف) كان عالم فسيولوجيا ألماني والأخ الأكبر للكيميائي هوغو شيف (1834-1915)، المعروف بشكل خاص بتقنية التلوين (في الكيمياء الحيوية).
قدم مساهمات كبيرة في علم الفسيولوجيا البشرية، بما في ذلك دراسات الدورة الدموية وآلية عمل العصب المبهم.
لسوء الحظ، رغم روحه المستقلة والابتكارية وكونه مؤلفًا يُستشهد به كثيرًا، لم يصل أبدًا إلى شعبية معاصريه، إيميل دوبوا ريموند وهرمان فون هلمهولتز وتشارلز إدوارد براون سيكارد.

## سيرته الذاتية
ولد مورتيز شيف ضمن عائلة من التجار اليهود، ويمكن اعتباره النموذج الأولي لعالم القرن التاسع عشر المرموق، وأحد رواد المنهج التجريبي في علم الفسيولوجيا بالإضافة إلى كونه متعدد الألسن، إذ نشر مقالاته باللغة الألمانية أو الفرنسية أو الإيطالية على حد سواء. بدأ دراسته في مسقط رأسه، في معهد سنكنبرغ، وانتقل بعد ذلك إلى هايدلبرغ، ثم إلى برلين وأخيرًا إلى غوتينغن حيث حصل على الدكتوراه في الطب عام 1844.
في هايدلبرغ، كان أدولف كوسمول أحد أساتذته وتأثر بشدة بدروس التشريح التي ألقاها فريدريتش تيديمان، والتي غرست فيه شغفًا بعلم الأحياء وعلم الحيوان والحياة العضوية. درس شيف علم الحيوان مع ليشتنبرغ وعلم التشكل مع يوهانس مولر في برلين ثم مع رودلف فاغنر في غوتينغن. أقام في باريس حيث تابع تعاليم كل من فرانسوا ماجيندي، الذي أصبح لاحقًا أستاذًا جامعيًا في كلية فرنسا (كوليج دو فرانس) وفرانسوا أشيل لونجيت وبيير فلورنس. في هذه الفترة، أتيحت له الفرصة لرؤية تطبيقات حقيقية لعلم الحيوان في متحف حديقة النباتات. 

## عمله
كان شيف باحثًا لا يكل، ووفقًا لمصادر مختلفة، كان يضاعف تجاربه ويكررها، حتى بعد مرور بضع سنوات، للتحقق من نتائجها. في النهاية، ألف نحو مئتي منشور علمي جُمعت في أربعة مجلدات بين عامي 1894 و1898 (المجلد الأخير بعد وفاته) وغطت العديد من مجالات علم الفسيولوجيا البشرية والحيوانية.
فيما يتعلق بفسيولوجيا الجهاز العصبي، درس وظائف العصب المبهم والنخاع الشوكي والمخيخ، بالإضافة إلى تعصيب القلب. وصف ما أُطلق عليه لاحقًا منعكس شرينغتون المتصالب أو ظاهرة شيف-شرينغتون، وبالإضافة إلى ذلك، ساهم في وصف المسارات الحسية للنخاع الشوكي عن طريق إجراء شقوق نصفية في وقت واحد، كما كان يفعل زميله تشارلز إدوارد براون سيكارد في تلك السنوات.
في فسيولوجيا الجهاز الهضمي، بحث في دور الببسين وأظهر أن العناصر الغذائية تتحطم بتأثير العصارات الهاضمة. سمحت له هذه الدراسات بوصف الدورة المعوية الكبدية للصفراء والتي أطلق عليها اسمه (دورة شيف الصفراوية).
في فسيولوجيا الدوران والقلب، درس التحكم في نشاط القلب والأوعية الدموية بواسطة الجهاز العصبي الذاتي وكان أول من أثبت في عام 1850 وجود فترة جموح لاستثارة عضلة القلب، ولاحظ تأثير تدليك عضلة القلب المفتوح في الحيوانات، ممهدًا الطريق لأولى مناورات إنعاش القلب في الطب.
أخيرًا، اهتم بتأثيرات مواد التخدير المختلفة (الكلوروفورم، الإيثر...) والمواد السامة (الستركنين، الكورار، الكوكايين، فول كالابار) مثل زميله كلود برنارد.
في أثناء إقامته في برن، أشرف على مشروع لنشر أطروحة كاملة حول علم الفسيولوجيا، والتي نُشر المجلد الأول منها أخيرًا بين عامي 1858 و1859 والمخصص لعلم فسيولوجيا العضلات والأعصاب. في هذا المجلد، أظهر بوضوح أن إزالة الغدة الدرقية من الكلاب كان مميتًا، وأظهر لاحقًا أن حقن المستخلص الحيواني أو زرع الغدة الدرقية قد يمنع الوفاة. بعد ذلك، نجح في استخدام خلاصة الغدة الدرقية لعلاج البشر.